# The Days of Grays
The Days of Grays — шестой студийный альбом финской пауэр-метал-группы Sonata Arctica, выпущен в Финляндии 16 сентября 2009 года на лейбле Nuclear Blast. 18 сентября альбом вышел в Европе, а 20 числа в Северной Америке.

## История
Песня «Flag In The Ground», выпущенная также синглом, является переработанной версией песни «BlackOut» с демоальбома группы Friend ’till the End, записанного в 1996 году. Тони Какко переписал текст и заменил музыку на более современную, чтобы композиция вписывалась в общую стилистику альбома, но и не потеряла своего первоначального вида. Другие песни — это либо не вошедшие работы в альбом Unia, либо песни, написанные во время тура в поддержку Unia. Гитарные соло встречаются в композициях «Deathaura», «Flag in the Ground», «Breathing», «The Truth Is Out There» и в бонус-треке «Nothing More».
Изначально планировалось назвать альбом «Deathaura», как одну из песен. Когда Тони Какко играл в World of Warcraft с друзьями, один из них предложил назвать альбом The Days of Grays, другим участникам группы оно понравилось. Название стало официальным.

## Список композиций
Все тексты написаны Тони Какко, вся музыка написана Тони Какко, кроме «Nothing More», написанную Хенриком Клингенбергом.
| №   | Название                                  | Длительность |
| --- | ----------------------------------------- | ------------ |
| 1.  | «Everything Fades to Gray (Instrumental)» | 3:07         |
| 2.  | «Deathaura»                               | 7:59         |
| 3.  | «The Last Amazing Grays»                  | 5:40         |
| 4.  | «Flag In The Ground»                      | 4:09         |
| 5.  | «Breathing»                               | 3:55         |
| 6.  | «Zeroes»                                  | 4:24         |
| 7.  | «The Dead Skin»                           | 6:15         |
| 8.  | «Juliet»                                  | 5:59         |
| 9.  | «No Dream Can Heal a Broken Heart»        | 4:33         |
| 10. | «As If the World Wasn’t Ending»           | 3:49         |
| 11. | «The Truth Is Out There»                  | 5:04         |
| 12. | «Everything Fades to Gray»                | 4:32         |

| №   | Название                          | Длительность |
| --- | --------------------------------- | ------------ |
| 13. | «In the Dark» (диджипак)          | 5:22         |
| 14. | «In My Eyes You're a Giant» (США) | 4:42         |
| 15. | «Nothing More» (Япония)           | 3:55         |

## Чарты
| Чарт (2009)          | Высшая позиция |
| -------------------- | -------------- |
| Finnish Albums Chart | 2              |
| Ö3 Austria Top 40    | 52             |
| Dutch Albums Chart   | 50             |
| German Albums Chart  | 24             |
| Swedish Music Charts | 31             |
| Swiss Music Charts   | 26             |

## История релизов
| Страна           | Дата релиза      |
| ---------------- | ---------------- |
| Южная Америка    | 8 сентября 2009  |
| Финляндия        | 16 сентября 2009 |
| Япония           | 16 сентября 2009 |
| Остальная Европа | 16 сентября 2009 |
| Северная Америка | 22 сентября 2009 |

## Участники записи
| Основной состав - Тони Какко — вокал - Элиас Вилъянен — гитара - Марко Паасикоски — бас-гитара - Хенрик Клингенберг — клавишные - Томми Портимо — ударные Приглашённые музыканты - Йоханна Куркела — вокал (женский) в песнях «Deathaura» и «No Dream Can Heal a Broken Hearth» - Пертту Кивилааксо — виолончель в «Everything Fades to Gray», «Zeroes» и «The Truth is Out There» | Производство - Henrik Klingenberg — запись клавишных - Svante Forsbäck — мастеринг - Mikko Karmila — микширование - Kime Klemettinen — запись женского вокала - Samu Oittinen — запись гитары - Ahti Kortelainen — запись бас-гитары и ударных - Toni Härkönen — фотограф - Тони Какко — продюсирование, запись (дополнительные клавишные и вокал) - Elias Viljanen — запись дополнительных гитар |